# Pac-Man Museum
Pac-Man Museum is een videospel dat werd ontwikkeld en uitgegeven door Bandai Namco Games. Het spel is een compilatiespel van verschillende pac-man-spelen en kwam in 2014 uit op de Xbox Live Arcade (Xbox 360), PlayStation Network (PlayStation 3) en Windows PC (via Steam). Er zou ook een versie voor de Nintendo 3DS en Wii U uitkomen, maar wegens vertraging is dit spel geannuleerd.
Het bestaat uit de volgende spellen:
- Pac-Man (1980)
- Super Pac-Man (1982)
- Pac & Pal (1983)
- Pac-Land (1984)
- Pac-Mania (1987)
- Pac-Attack (Sega Mega Drive versie; 1993)
- Pac-Man Arrangement (PSP versie en komt ook voor op Namco Museum Battle Collection; 2005)
- Pac-Man Championship Edition (2007)
- Pac-Man Battle Royale (2011)
- Ms. Pac-Man (1982)